# Liste der Staatsoberhäupter des Jemen
Dieser Artikel listet die bisherigen Staatsoberhäupter des Nordjemens, des Südjemens und des vereinten Jemens auf.

## Nordjemen
| Könige des Königreichs Jemen | Könige des Königreichs Jemen | Könige des Königreichs Jemen | Könige des Königreichs Jemen |
| Nr.                          | Name                         | Beginn der Amtszeit          | Ende der Amtszeit            |
| ---------------------------- | ---------------------------- | ---------------------------- | ---------------------------- |
| 1                            | Yahya Muhammad Hamid ad-Din  | 2. September 1926            | 17. Februar 1948             |
| 2                            | Ahmad ibn Yahya              | 15. März 1948                | 18. September 1962           |
| 3                            | Muhammad al-Badr             | 19. September 1962           | 8. März 1969                 |

| Nordjemen: Staatspräsidenten der Jemenitischen Arabischen Republik | Nordjemen: Staatspräsidenten der Jemenitischen Arabischen Republik | Nordjemen: Staatspräsidenten der Jemenitischen Arabischen Republik | Nordjemen: Staatspräsidenten der Jemenitischen Arabischen Republik |
| Nr.                                                                | Name                                                               | Beginn der Amtszeit                                                | Ende der Amtszeit                                                  |
| ------------------------------------------------------------------ | ------------------------------------------------------------------ | ------------------------------------------------------------------ | ------------------------------------------------------------------ |
| 1                                                                  | Abdullah as-Sallal                                                 | 27. September 1962                                                 | 5. November 1967                                                   |
| 2                                                                  | Abdul Rahman al-Iryani                                             | 5. November 1967                                                   | 13. Juni 1974                                                      |
| 3                                                                  | Ibrahim al-Hamdi                                                   | 13. Juni 1974                                                      | 11. Oktober 1977                                                   |
| 4                                                                  | Ahmed Hussein al-Ghaschmi                                          | 11. Oktober 1977                                                   | 24. Juni 1978                                                      |
| 5                                                                  | Abd al-Karim Abdullah al-Araschi                                   | 24. Juni 1978                                                      | 18. Juli 1978                                                      |
| 6                                                                  | Ali Abdullah Salih                                                 | 18. Juli 1978                                                      | 22. Mai 1990                                                       |

## Südjemen
| Staatspräsident der Volksrepublik Südjemen | Staatspräsident der Volksrepublik Südjemen | Staatspräsident der Volksrepublik Südjemen | Staatspräsident der Volksrepublik Südjemen |
| Nr.                                        | Name                                       | Beginn der Amtszeit                        | Ende der Amtszeit                          |
| ------------------------------------------ | ------------------------------------------ | ------------------------------------------ | ------------------------------------------ |
| 1                                          | Qahtan Muhammad al-Shaabi                  | 30. November 1967                          | 22. Juni 1969                              |

| Vorsitzende des Präsidialrates der Volksdemokratischen Republik Jemen | Vorsitzende des Präsidialrates der Volksdemokratischen Republik Jemen | Vorsitzende des Präsidialrates der Volksdemokratischen Republik Jemen | Vorsitzende des Präsidialrates der Volksdemokratischen Republik Jemen |
| Nr.                                                                   | Name                                                                  | Beginn der Amtszeit                                                   | Ende der Amtszeit                                                     |
| --------------------------------------------------------------------- | --------------------------------------------------------------------- | --------------------------------------------------------------------- | --------------------------------------------------------------------- |
| 1                                                                     | Salim Rubai Ali                                                       | 23. Juni 1969                                                         | 26. Juni 1978                                                         |
| 2                                                                     | Ali Nasir Muhammad                                                    | 26. Juni 1978                                                         | 27. Dezember 1978                                                     |

| Vorsitzende des Präsidiums des Obersten Volksrates der Volksdemokratischen Republik Jemen | Vorsitzende des Präsidiums des Obersten Volksrates der Volksdemokratischen Republik Jemen | Vorsitzende des Präsidiums des Obersten Volksrates der Volksdemokratischen Republik Jemen | Vorsitzende des Präsidiums des Obersten Volksrates der Volksdemokratischen Republik Jemen |
| Nr.                                                                                       | Name                                                                                      | Beginn der Amtszeit                                                                       | Ende der Amtszeit                                                                         |
| ----------------------------------------------------------------------------------------- | ----------------------------------------------------------------------------------------- | ----------------------------------------------------------------------------------------- | ----------------------------------------------------------------------------------------- |
| 1                                                                                         | Abdul Fattah Ismail                                                                       | 27. Dezember 1978                                                                         | 21. April 1980                                                                            |
| 2                                                                                         | Ali Nasir Muhammad                                                                        | 21. April 1980                                                                            | 24. Januar 1986                                                                           |
| 3                                                                                         | Haidar Abu Bakr al-Attas                                                                  | 24. Januar 1986                                                                           | 22. Mai 1990                                                                              |

| Staatspräsident der Demokratischen Republik Jemen | Staatspräsident der Demokratischen Republik Jemen | Staatspräsident der Demokratischen Republik Jemen | Staatspräsident der Demokratischen Republik Jemen |
| Nr.                                               | Name                                              | Beginn der Amtszeit                               | Ende der Amtszeit                                 |
| ------------------------------------------------- | ------------------------------------------------- | ------------------------------------------------- | ------------------------------------------------- |
| 1                                                 | Ali Salim al-Beidh                                | 21. Mai 1994                                      | 7. Juli 1994                                      |

## Vereinter Jemen
| Vorsitzender des Präsidialrates der Republik Jemen | Vorsitzender des Präsidialrates der Republik Jemen | Vorsitzender des Präsidialrates der Republik Jemen | Vorsitzender des Präsidialrates der Republik Jemen |
| Nr.                                                | Name                                               | Beginn der Amtszeit                                | Ende der Amtszeit                                  |
| -------------------------------------------------- | -------------------------------------------------- | -------------------------------------------------- | -------------------------------------------------- |
| 1                                                  | Ali Abdullah Salih                                 | 22. Mai 1990                                       | 30. September 1994                                 |

| Jemen: Staatspräsidenten der Republik Jemen | Jemen: Staatspräsidenten der Republik Jemen | Jemen: Staatspräsidenten der Republik Jemen | Jemen: Staatspräsidenten der Republik Jemen |
| Nr.                                         | Name                                        | Beginn der Amtszeit                         | Ende der Amtszeit                           |
| ------------------------------------------- | ------------------------------------------- | ------------------------------------------- | ------------------------------------------- |
| 1                                           | Ali Abdullah Salih                          | 1. Oktober 1994                             | 25. Februar 2012                            |
| 2                                           | Abed Rabbo Mansur Hadi                      | 25. Februar 2012                            | 7. April 2022                               |

| Vorsitzender des Präsidialrates der Republik Jemen | Vorsitzender des Präsidialrates der Republik Jemen | Vorsitzender des Präsidialrates der Republik Jemen | Vorsitzender des Präsidialrates der Republik Jemen |
| Nr.                                                | Name                                               | Beginn der Amtszeit                                | Ende der Amtszeit                                  |
| -------------------------------------------------- | -------------------------------------------------- | -------------------------------------------------- | -------------------------------------------------- |
| 1                                                  | Rashad al-Alimi                                    | 7. April 2022                                      |                                                    |